# 天使的尾巴
《天使的尾巴》（おとぎストーリーてんしのしっぽ）是日本雜誌Megami Magazine（メガミマガジン）的一個讀者參與計劃，原名為「Otogi Story P.E.T.S」（P.E.T.S），之後被改編為兩套動畫和遊戲。原畫師為小林多加志。動畫由WonderFarm制作。

## 簡介
P.E.T.S.的主人公（即讀者）是個熱愛動物、心地善良的青年，但卻總是十分不幸。主人公在過去曾飼養過形形色色的小動物，牠們在死後則轉化成守護天使，為了報恩而回到主人公身邊，展開了共同生活。主人公過去總共與十二隻不同的小動物結緣，因此總共有十二位守護天使來到身邊，而守護天使全都由小動物轉化而成，因此保留了不少前世（小動物）的特徵及性格。此外，她們保留了前世的記憶，因此死亡的原因就成為了她們最大的弱點，這在讀者參與計劃中的故事亦有多次提及。其後，曾加入三位新角色，但當時P.E.T.S已經步入尾聲。
P.E.T.S.與電擊G's雜誌上連載的妹妹公主為同時期的讀者參與計劃作品，兩套作品同樣以主人公為中心，並在身邊圍繞着十二個不同個性的女孩。兩套作品同時於2001年動畫化，並同時起用新人為主角配音。
《天使的尾巴!》於2001年10月4日晚上6:30在WOWOW播放，續篇《天使的尾巴Chu!》（おとぎストーリーてんしのしっぽChu!）於2003年3月6日晚上11:00在KIDS STATION（キッズステーション）播放。

## 雜誌連載
| 連載回數 | 雜誌期刊   | 發售日     | 標題       | 備註                         |
| -------- | ---------- | ---------- | ---------- | ---------------------------- |
| 第1回    | VOL.07     | 2000年8月  | P.E.T.S.3  | らん・つばさ・くるみ登場     |
| 第2回    | VOL.08     | 2000年10月 | P.E.T.S.3  | たまみ紹介                   |
| 第3回    | スペシャル | 2000年11月 | P.E.T.S.4  | たまみ登場                   |
| 第4回    | VOL.09     | 2000年12月 | P.E.T.S.6  | みか・なな登場               |
| 第5回    | VOL.10     | 2001年1月  | P.E.T.S.8  | あゆみ・あかね登場           |
| 第6回    | VOL.11     | 2001年2月  | P.E.T.S.12 | ゆき・みどり・もも・るる紹介 |
| 第7回    | VOL.12     | 2001年3月  | P.E.T.S.12 | ゆき・みどり・もも・るる登場 |
| 第8回    | VOL.13     | 2001年4月  | P.E.T.S.   | タイトルが固定に             |

## 登場人物

### 主要角色
※動畫中眾人的身高整體都減少
睦 悟郎（配音：菅沼久義）
- 介紹：

原作中沒有樣子，在動畫中成為戴眼鏡的青年
小雪（配音：冰上恭子）
- 原作18歲、165cm、生日2月2日、B82W56H80
- 動畫18歲、159cm、生日2月2日、B83W59H83
- 介紹：

上級天使第1級，前世是白蛇，害怕火
原作中住在動物園，與常常前來探望的主人公結下緣份，動物園失火而被燒死。為最後一批登場的守護天使之一。
性格賢淑，屬眾守護天使的領袖，深受其他守護天使的信賴。因為其成熟的氣質而被美香稱為「阿姨（お姑さん）」，亦被桃桃、奈奈跟露露稱作「母親（お母さん）」的存在。
在動畫的造形中作出了少許改變，頭髮末端束起成為一條辮子。
美香（配音：尤加奈）
- 原作17歲、164cm、生日9月12日、B84W57H84
- 動畫17歲、157cm、生日9月15日、B84W56H80
- 介紹：

上級天使第3級，前世是兔子，害怕孤獨
原作中主人公在17年前所飼養的兔子，最後因為主人公外出孤獨寂寞而死。與奈奈同時登場，亦是第3批登場的守護天使。在原作登場時持有類似愛麗斯夢遊仙境中的兔子戴着的陀錶（巨大版），用以平均分配6位守護天使佔有主人的時間。
性格積極好動，常常大膽的對主人表達愛意，與小步為天生的宿敵，同時亦會受制於前世為狐的小茜。獨佔慾很強，常常暴走失控。
動畫與原作的造型分別不大。
小步（配音：川澄綾子）
- 原作16歲、163cm、生日12月16日、B78W58H80
- 動畫16歲、145cm、生日11月20日、B78W60H79
- 介紹：

上級天使第2級，前世是烏龜，害怕幽閉空間
原作中主人公在16年前所救出的烏龜，不幸地在冬眠時因為棲息地方進行工程而被壓死。原作及動畫中皆與小茜同時登場，亦是第4批登場的守護天使，目的是照顧因為沒有休息時間而病倒了的主人。
性格冷靜沉着，喜歡戴帽子，與美香為天生的宿敵，擅長寫作及繪畫，決定了的事情就會貫徹始終，但是卻不善於作出即時的決定。在眾守護天使中，與小雪同處於領導位置，受其他守護天使的信賴。動畫中對近親的玄武-真抱有好感。
動畫與原作的造型分別不大。
小蘭（配音：田中理恵）
- 原作15歲、164cm、生日3月21日、B80W60H86
- 動畫15歲、157cm、生日3月9日、B82W58H83
- 介紹：

上級天使第3級，前世是金魚，害怕水
原作中主人公在15年前所飼養的金魚，在主人公一次家族旅行時，因為家中突然停電，令魚缸的供氧系統停止運作，最後溺死。轉生成為守護天使之後，仍保留前世的記憶，因此十分害怕水。在動畫中跟蹤睦悟郎，途中經過跨河大橋時向小翼及久留美說出怕水的原因。
與小翼及久留美十分友好，同為最初來到主人公身邊的守護天使。性格溫柔，擅長處理家務，對主人懷有特別感情，有時會受美香的刺激而作出大膽的行動。
動畫與原作的造型分別不大。
小翼（配音：野川櫻）
- 原作14歲、162cm、生日1月5日、B83W57H83
- 動畫14歲、155cm、生日5月4日、B80W57H84
- 介紹：

中級天使第4級，前世是鸚鵡，畏高
原作中主人公在14年前將受傷的鸚鵡帶回家悉心治理，為了報答恩情並讓主人公展露笑容，在未完全康復之時勉強高飛，最後墮地而亡。轉生成為守護天使之後，仍保留前世的記憶，害怕高處。在動畫中跟蹤睦悟郎，乘坐升降機之時向小蘭及久留美訴說畏高的原因。
與小蘭及久留美十分友好，同為最初來到主人公身邊的守護天使。性格活潑，擅長運動，喜歡唱歌，十分信賴小蘭，對主人懷有特別感情，並會正面與美香交鋒。常以男性化的「僕」（ボク）作為自稱。
動畫與原作的造型分別不大。
久留美（配音：仁後真耶子）
- 原作13歲、158cm、生日8月6日、B77W60H85
- 動畫13歲、143cm、生日7月4日、B77W60H83
- 介紹：

中級天使第6級，前世是黃金鼠，害怕飢餓
在動畫中主人公與同班同學久留美一起飼養的黃金鼠，意外跑出籠外之後餓死。轉生成守護天使之後，仍保留前世的記憶，因此一直不斷進食。跟蹤睦悟郎因為忍不住而大吃大喝，令剛找到工作的睦悟郎再次失業。與動畫特別篇中，久留美的原型以睦悟郎的相親對象登場。
與小蘭及小翼十分友好，同為最初來到主人公身邊的守護天使。
動畫與原作的造型分別不大。
小茜（配音：千葉紗子）
- 原作12歲、157cm、生日9月23日、B75W58H77
- 動畫12歲、148cm、生日10月7日、B76W58H79
- 介紹：在動畫第4集與小步同時登場

中級天使第5級，前世是狐，害怕巨響
前世是狐，死因為被槍殺，因此害怕巨響
動畫與原作的造型分別不大。
小綠（配音：小林晃子）
- 原作11歲、153cm、生日4月29日、B72W54H75
- 動畫11歲、140cm、生日4月17日、B71W58H73
- 介紹：為最後一批登場的守護天使之一

中級天使第6級，前世是狸，偏食
前世是狸，死因為食物中毒，因此會偏食
動畫中的髮型與原作相差甚遠
珠美（配音：大澤千秋）
- 原作10歲、150cm、生日2月22日、B67W53H72
- 動畫10歲、135cm、生日8月12日、B68W56H72
- 介紹：在動畫第2集登場

中級天使第4級，前世是貓，害怕車
前世為貓，死因為被車撞死，因此害怕車
動畫與原作的造型分別不大。
桃桃（配音：平野綾）
- 原作9歲、143cm、生日7月1日、B65W54H70
- 動畫9歲、124cm、生日12月1日、B64W55H69
- 介紹：為最後一批登場的守護天使之一

下級天使第7級，前世是猴子，害怕碰觸電器
前世是猴子，死因為觸電而死，因此害怕碰觸電器
動畫中的髮型前端由左右分開改為留海，頭髮顏色亦由啡色改為粉紅色。
奈奈（配音：長谷川静香）
- 原作8歲、140cm、生日11月1日、B63W50H62
- 動畫8歲、121cm、生日1月1日、B62W53H64
- 介紹：在動畫第3集與美香同時登場

下級天使第8級，前世是狗，容易迷失方向
前世是小狗，死因為迷路而缺乏照顧，容易迷失方向
動畫中將頭髮顏色由黑色改為深藍色。
露露（配音：清水芽衣）
- 原作7歲、135cm、生日6月21日、B57W49H63
- 動畫7歲、115cm、生日6月6日、B57W52H62
- 介紹：為最後一批登場的守護天使之一

下級天使第8級，前世是青蛙，怕冷
前世是青蛙，死因為凍死，因此怕冷
原作中的青蛙帽子被捨棄。
女神（配音：幸田夏穗）

### 動畫原創角色
剛（配音：森川智之）
真（配音：櫻井孝宏）
雷（配音：宮田幸季）
凱（配音：吉野裕行）

## 世界觀
守護天使
死去的小動物為了向人類報恩會轉化成為守護天使，於冥土世界中接受試練，並將幸福帶給人類。守護天使分作1-9級，當中1-3級為上級，4-6為中級，7-9為下級守護天使，隨着等級的上升，能力亦會有所提升。守護天使會於冥土世界中接受升級試練，通過試練的守護天使才能升級。
冥土世界
女神及守護天使所居住的世界。女神會在冥土世界中挑選守護天使前往人類世界，守護善良的人類。而守護天使亦會在冥土世界中進行各種試練，準備前往人類世界執行任務。
四聖獸
動畫中原創角色。位於動物界中最高位的四人，分別為青龍、朱雀、玄武及白虎。四人曾經為了保護動物界而發動與人類的戰爭，後來被聖者降伏並封印。隨着時間流逝，四人的封印亦已解開，並準備再一次摧毀人類的世界。
手提電話
動畫中睦悟郎在初次遇上由女神所假冒的占卜師時，被女神注入了法力，成為了連接冥土世界與人類世界的工具。

## 電視動畫

### 製作團隊
- 原作、系列構成 - 六月十三
- 監督 - 越智一裕（第1期）→鹿島典夫（第2期）
- 人物設計、總作畫監督 - 小林多加志
- 美術監督 - 菅原清二
- 色彩設計 - 小嶋久美子（第1期）→木村早苗（第2期）
- 攝影監督 - 久保博志（第1期）→藤野雅史（第2期）
- 編輯 - 今井剛（第1期）→櫻井崇（第2期）
- 音響製作人 - 本田保則
- 音響監督 - 吉田知弘（第1期）→渡邊淳（第2期）
- 音樂 - 平岩嘉信、伊藤真澄（第2期）
- 製作人 - 国崎久德、横山真二郎、柴田光輝、井上俊次（第1期）→岡田和則、山本勝朗（第2期）
- 動畫製作 - 東京KIDS
- 製作 - Wonderfarm
- 製作委員會 - 「天使的尾巴」Project（第1期）→天使的尾巴 Chu! Project（第2期）

### 主題曲
天使的尾巴
片頭曲「天使のしっぽ」
作詞 - 六月十三 / 作曲 - 宮島律子 / 編曲 - 須藤賢一 / 歌 - P.E.T.S.
片尾曲「One Drop」
作詞 - 谷口正明 / 作曲・編曲 - 伊藤真澄 / 歌 - 野川櫻
插入曲「愛の星」
作詞 - 谷口正明 / 作曲・編曲・歌 - 伊藤真澄
天使的尾巴 Chu!
片頭曲「優しい愛の羽」
作詞 - 畑亞貴 / 作曲・編曲・歌 - 伊藤真澄
片尾曲「ねむねむ天使」
作詞 - 畑亞貴 / 作曲・編曲・歌 - 伊藤真澄

### 各話列表
『天使的尾巴』中的5.5話與13話為DVD追加集數。
| 話數                | 日文標題            | 腳本                | 分鏡                | 演出                | 作畫監督                                |
| 御伽系列 天使的尾巴 | 御伽系列 天使的尾巴 | 御伽系列 天使的尾巴 | 御伽系列 天使的尾巴 | 御伽系列 天使的尾巴 | 御伽系列 天使的尾巴                     |
| ------------------- | ------------------- | ------------------- | ------------------- | ------------------- | --------------------------------------- |
| 1                   |                     | 岡田麿里            | 越智一裕            | 越智一裕            | 古田誠 佐佐木敏子                       |
| 2                   |                     | 岡田麿里            | 貞光紳也 越智一裕   | 大庭秀昭            | 松岡秀明                                |
| 3                   |                     | 岡田麿里            | 矢吹勉              | 矢吹勉 篠崎康行     | 祝浩司 松岡秀明                         |
| 4                   |                     | 岡田麿里            | 羽原久美子          | 戶越公太郎          | 牛島勇二                                |
| 5                   |                     | 岡田麿里            | 山崎理              | 山崎理              | 佐佐木敏子                              |
| 5.5                 |                     | 岡田麿里            | 越智一裕            | 篠崎康行            | 佐佐木敏子                              |
| 6                   |                     | 岡田麿里            | 羽原久美子          | 大庭秀昭            | 松岡秀明 祝浩司                         |
| 7                   |                     | 岡田麿里            | 武藤関太郎          | 岡崎幸男            | 牛島勇二                                |
| 8                   |                     | 岡田麿里            | 池端隆史            | 小川博司 矢吹勉     | 松岡秀明 祝浩司                         |
| 9                   |                     | 岡田麿里            | 大庭秀昭            | 大庭秀昭            | 佐佐木敏子 倉嶋丈康                     |
| 10                  |                     | 岡田麿里            | 渡邊浩              | 岡崎幸男            | 牛島勇二                                |
| 11                  |                     | 岡田麿里            | 越智一裕            | 篠崎康行            | 関口雅浩 倉嶋丈康                       |
| 12                  |                     | 岡田麿里            | 越智一裕            | 大庭秀昭            | 佐佐木敏子 松岡秀明                     |
| 13                  |                     | 岡田麿里            | 越智一裕            | 篠崎康行            | 佐々木敏子                              |
| 天使的尾巴 Chu!     |                     |                     |                     |                     |                                         |
| 1                   |                     | 六月十三            | 鹿島典夫            | 鹿島典夫            | 佐藤道雄                                |
| 2                   |                     | 南出祐司            | 鹿島典夫            | 鹿島典夫            | 佐佐木敏子 水谷麻美子                   |
| 3                   |                     | 南出祐司            | 福富博              | 福富博              | 古池敏也                                |
| 4                   |                     | 南出祐司            | 菱田正和            | 菱田正和            | 吉川真一                                |
| 5                   |                     | 南出祐司            | 矢吹勉              | 矢吹勉              | 佐佐木敏子 水谷麻美子                   |
| 6                   |                     | 六月十三            | 牛草健              | 箕之口克己          | 松下清志                                |
| 7                   |                     | 六月十三            | 祝浩司              | 篠崎康行            | 佐佐木敏子 水谷麻美子                   |
| 8                   |                     | 六月十三            | 五月女有作          | 篠崎康行            | 高梨光                                  |
| 9                   |                     | 南出祐司            | 福冨博              | 福冨博              | 梶浦紳一郎                              |
| 10                  |                     | 南出祐司            | 大宅光子            | 糸賀慎太郎          | 松下清志                                |
| 11                  |                     | 南出祐司            | 森脇真琴 葛谷直行   | 鹿島典夫            | 阿部和彦 岡野幸男                       |
| 總集篇              |                     | 六月十三            | 祝浩司 五月女有作   | 篠崎康行            | 岡野幸男 佐佐木敏子 水谷麻美子 阿部和彦 |

## 相關商品

### 書籍
全由學研負責發行。
漫畫
- ノーラコミックス おとぎストーリー天使のしっぽ 1 - 3（作：長谷川光司 / 原作：ワンダーファーム）
- Otogi Story P.E.T.S. Comic版（13人の作家によるアンソロジー）

視覺書
- おとぎストーリー 天使のしっぽ&P.E.T.S. 1 - 3（原作・文：ワンダーファーム / 企劃・原案：big-friends.com / 作畫：小林多加志）

公式書
- GAKKEN MOOK ANIMATION SPECIAL おとぎストーリー 天使のしっぽ
- GAKKEN MOOK ANIMATION SPECIAL 天使のしっぽChu!
- おとぎストーリー 天使のしっぽ ゲームオフィシャルファンブック

### CD
- 由Lantis發售、國王唱片販賣的CD。
  - 天使のピクニック（歌：P.E.T.S.） LACM-4028
  - 天使のしっぽ/One Drop（歌：P.E.T.S./野川櫻） LACM-4030
  - キャラクターシリーズ
    - 天使のしっぽ ラジオ体操〜ココロ体操[第一]（歌：守護天使・小学生チーム） LACM-4031
    - 天使の夢・かなえてください（歌：守護天使・中学生トリオ） LACM-4035
    - 天使との出会い〜そして別れ（歌：守護天使・高校生トリオ） LACM-4036
    - 愛という名の嵐（歌：四聖獣） LACM-4043

  - キャラクターソング&サウンドトラック 天使のうたごえ
    - vol.1 LACM-5082
    - vol.2 LACM-5087

  - ベストヴォーカルプラス 天使といつまでも。 LACM-5104
  - 優しい愛の羽（歌：伊藤真澄） LACM-4094
- Movic發售、販賣的CD。
  - 廣播劇CD 第1卷（擔當聲優：田中理惠、野川櫻、仁後真耶子、冰上恭子、尤加奈、川澄綾子、河本明子） MACC-1001
  - 廣播劇CD 第2卷（擔當聲優：千葉紗子、小林晃子、大澤千秋、平野綾、長谷川静香、清水芽衣、菅沼久義） MACC-1002
  - 廣播劇CD 第3卷（擔當聲優：菅沼久義、森川智之、櫻井孝宏、宮田幸季、吉野裕行、石田彰、綠川光、幸田夏穗） MACC-1003
  - DJ☆CD 第1巻　MACJ-1001
  - DJ☆CD 第2巻　MACJ-1002
  - DJ☆CD 第3巻　MACJ-1003

### 遊戲
由萬代發售使用PlayStation平台的遊戲於2003年2月27日發售。12人の守護天使たちを新しいメガミさまにするために1年間育成する養成模擬遊戲。なおタイトルは『おとぎストーリー 天使のしっぽ』だが、キャラデザインなどは『天使のしっぽChu!』に準じている。
CMには野川さくら、平野綾、長谷川静香、清水芽衣が出演し、その内容はミニドラマ仕立てだった。

### 筆電裝飾品
「天使のしっぽ・デジタルコレクション」として発売された。イラストやミニゲームなどが収録されている。
この他商品ではないがスクリーンセイバーも公開されている。

## 註解
1. ↑  .   [2018-06-16]. （原始内容存档于2007-05-06） （日语）.

## 外部連結
- WonderFarm官方網頁 （页面存档备份，存于）（日語）
- 天使的尾巴官方網頁 （页面存档备份，存于）（日語）
- P.E.T.S.官方網頁 （页面存档备份，存于）（日語）
- 遊戲版官方網頁 （页面存档备份，存于）（日語）